# Йохан (Клеве)
Вижте пояснителната страница за други личности с името Йохан.
Йохан (на немски: Johann von Kleve, * ок. 1292/1293, † 9 ноември 1368) е граф на Клеве от 1347 до 1368 г.
Той е малкият син на граф Дитрих VI/VIII († 4 октомври 1305) и втората му съпруга Маргарета фон Ной-Кибург фон Хабсбург († вер. 1333).
Йохан започва духовническа кариера. През 1310 г. той е каноник в Кьолн, Майнц, Трир, Утрехт и Ксантен; от 1320 до 1347 г. той е декан в катедралата на Кьолн. През 1318 г. големият му брат граф Дитрих VII/IX от Клеве († 7 юли 1347) му отстъпва земята Лин и му осигурява последничеството в графство Клеве, ако няма синове. След смъртта на Дитрих VII/IX на 7 юли 1347 г., който има три дъщери и няма синове, Йохан се отказва от духовничеството и поема управлението на графство Клеве.
Йохан се жени през 1348 г. за Мехтилд от Гелдерн (* ок. 1324, † 1384), дъщеря на херцог Райналд II от Гелдерн, с която няма деца. Йохан обаче има множество извънбрачни деца.
Със смъртта на Йохан през 1368 г. измира старата Клевска графска фамилия. Наследен е от далечния му племенник Адолф фон Марк, братът на граф Енгелберт III фон Марк. Претендентите Дитрих фон Хорн и Ото фон Аркел нямат успех. Дом Марк управлява Клеве до 1609 г.